# Recurvoidella
Recurvoidella es un género de foraminífero bentónico de la subfamilia Recurvoidinae, de la familia Ammosphaeroidinidae, de la superfamilia Recurvoidoidea, del suborden Lituolina y del orden Lituolida. Su especie tipo es Recurvoidella parkerae. Su rango cronoestratigráfico abarca el Paleógeno.

## Discusión
Clasificaciones previas incluían Recurvoidella en la superfamilia Haplophragmioidea, así como en el suborden Textulariina del orden Textulariida, o en el orden Lituolida sin diferenciar el suborden Lituolina.

## Clasificación
Recurvoidella incluye a las siguientes especies:
- Recurvoidella bradyi †, considerado sinónimo posterior de Recurvoidella parkerae †
- Recurvoidella lamella †
- Recurvoidella parkerae †